# Ailill Finn
Ailill Finn, figlio di Art mac Lugdach (... – ...), è stato, secondo la tradizione storica e leggendaria irlandesi, re supremo d'Irlanda.
Secondo il Lebor Gabála Érenn succedette sul trono quando il padre fu ucciso da Fiacha Tolgrach e da suo figlio Dui Ladrach. Regnò per nove anni. Dopo due anni di regno Fíachu Tolgrach fu ucciso in battaglia contro Airgetmar, figlio di Sirlám. Gli uomini del Munster, guidate dal figlio di Ailill, Eochu e da Lugaid, figlio di Eochaid Fiadmuine, mandarono poi in esilio oltremare. Dopo sette anni Airgetmar tornò in Irlanda e uccise Ailill con l'aiuto di Dui Ladrach e suo figlio Fíachu, ma non poté prendere il trono, di cui si impossessò Eochu.
Tuttavia, per Seathrún Céitinn e gli Annali dei Quattro Maestri Fiacha Tolgrach succedette sul trono dopo aver ucciso Art, e fu poi ucciso da Ailill, che poi prese il trono, regnando per nove o undici anni, prima di essere ucciso da Airgetmar e gli succedette Eochu.
Il Lebor Gabála sincronizza il suo regno con quello di Artaserse II di Persia (404-358 a.C.). Keating data il suo regno dal 586 al 577 a.C., mentre gli Annali dei Quattro Maestri dal 795 al 786 a.C.